# رالف والدو امرسون
رالف والدو امرسون (به انگلیسی: Ralph Waldo Emerson) (زادهٔ ۲۵ مه ۱۸۰۳ – درگذشتهٔ ۲۷ آوریل ۱۸۸۲) که با نام میانی خود والدو شناخته می‌شد، فیلسوف، مقاله‌نویس، مدرس، کشیش، الغاگر و شاعری آمریکایی بود که رهبری جنبش تعالی‌گرایان در اواسط قرن نوزدهم را بر عهده داشت. او به عنوان قهرمان فردگرایی و تفکر انتقادی و همچنین منتقدی آینده‌نگر نسبت به فشارهای متقابل جامعه و همرنگی شناخته می‌شد. فریدریش نیچه او را «با استعدادترین آمریکایی» می‌دانست و والت ویتمن امرسون را «استاد» خود می‌نامید.
امرسون به تدریج از باورهای دینی و اجتماعی معاصران خود فاصله گرفت و فلسفه تعالی‌گرایی را در مقاله سال ۱۸۳۶ خود با عنوان «طبیعت» تدوین و بیان کرد. سخنرانی او با عنوان «دانشمند آمریکایی» که در سال ۱۸۳۷ ایراد شد، توسط الیور وندل هلمز «اعلامیه استقلال فکری» آمریکا نامیده شد.
امرسون بیشتر مقاله‌های مهم خود را به صورت سخنرانی می‌نوشت و سپس آن‌ها را برای چاپ ویرایش می‌کرد. دو مجموعه اول مقالات او، مقاله‌ها: سری اول (۱۸۴۱) و مقاله‌ها: سری دوم (۱۸۴۴)، هسته اصلی تفکر او را تشکیل می‌دهد. این مجموعه‌ها شامل مقالات مشهور «خوداتکایی»، «روح متعال»، «حلقه‌ها»، «شاعر» و «تجربه» است. این مقالات به همراه «طبیعت»، دهه میانی ۱۸۳۰ تا میانی ۱۸۴۰ را به پربارترین دوره زندگی امرسون تبدیل کردند. امرسون در مورد موضوعات مختلفی می‌نوشت و هرگز از اصول فلسفی ثابتی دفاع نمی‌کرد. او در عوض ایده‌هایی مانند فردیت، آزادی، توانایی بشر برای تحقق تقریباً هر چیزی و رابطه بین روح و جهان اطراف را توسعه داد. «طبیعت» امرسون بیشتر فلسفی بود تا طبیعت‌گرایانه: «از نظر فلسفی، جهان از طبیعت و روح تشکیل شده است.» امرسون یکی از چندین شخصیتی است که «با رد دیدگاه‌های خدا به عنوان موجودی جدا از جهان، رویکردی همه‌خدایانه یا خداطبیعت‌انگارانه در پیش گرفتند».
او همچنان یکی از محورهای اصلی جنبش رمانتیک آمریکایی است و آثارش تأثیر زیادی بر متفکران، نویسندگان و شاعرانی که پس از او آمدند، گذاشته است. او نوشت: «در تمام سخنرانی‌هایم، یک آموزه را تعلیم داده‌ام، و آن بی‌کرانگی انسان خصوصی است.» امرسون همچنین به عنوان مربی و دوست هنری دیوید ثورو، یکی دیگر از تعالی‌گرایان، شناخته می‌شود.

## اوایل زندگی، خانواده و تحصیلات

### کودکی و خانواده
امرسون در ۲۵ مه ۱۸۰۳ در بوستون، ماساچوست متولد شد. والدین او روث هاسکینز و کشیش ویلیام امرسون، یک کشیش یکتاپرست بودند. او به یاد برادر مادرش رالف و مادربزرگ پدربزرگش ربکا والدو نامگذاری شد. رالف والدو دومین پسر از پنج پسری بود که تا بزرگسالی زنده ماندند؛ دیگران ویلیام، ادوارد، رابرت بالکلی و چارلز بودند. سه فرزند دیگر - فیبی، جان کلارک و مری کارولین - در کودکی درگذشتند. امرسون از تبار انگلیسی بود و خانواده‌اش از اوایل دوره استعمار در نیوانگلند زندگی می‌کردند.
پدر امرسون در ۱۲ مه ۱۸۱۱، کمتر از دو هفته قبل از هشتمین سالگرد تولد امرسون، بر اثر سرطان معده درگذشت. امرسون توسط مادرش و با کمک سایر زنان خانواده بزرگ شد؛ به ویژه عمه‌اش مری مودی امرسون تأثیر عمیقی بر او گذاشت. او به طور متناوب با خانواده زندگی می‌کرد و تا زمان مرگش در سال ۱۸۶۳ با امرسون مکاتبه دائمی داشت.

### تحصیلات در هاروارد
تحصیلات رسمی امرسون در سال ۱۸۱۲، زمانی که نه ساله بود، در مدرسه لاتین بوستون آغاز شد. در اکتبر ۱۸۱۷، در سن ۱۴ سالگی، امرسون به کالج هاروارد رفت و به عنوان پیام‌رسان سال اول برای رئیس دانشگاه منصوب شد و وظیفه داشت دانشجویان خاطی را احضار کند و پیام‌ها را به استادان برساند. در اواسط سال سوم، امرسون شروع به تهیه فهرستی از کتاب‌هایی که خوانده بود کرد و یک دفتر خاطرات در مجموعه‌ای از دفترچه‌ها به نام «دنیای گسترده» آغاز کرد. او برای تأمین هزینه‌های تحصیل خود کارهای جانبی انجام می‌داد، از جمله به عنوان پیشخدمت در سالن غذاخوری دانشجویان سال‌های پایین و به عنوان معلم گاه به گاه با عمویش ساموئل و عمه‌اش سارا ریپلی در والتهام، ماساچوست. در سال آخر، امرسون تصمیم گرفت از نام میانی خود، والدو، استفاده کند. امرسون به عنوان شاعر کلاس خدمت کرد؛ طبق معمول، او در روز کلاس هاروارد، یک ماه قبل از فارغ‌التحصیلی رسمی خود در ۲۹ اوت ۱۸۲۱، زمانی که ۱۸ ساله بود، یک شعر اصلی ارائه داد. او به عنوان یک دانش‌آموز برجسته نبود و دقیقاً در میانه کلاس ۵۹ نفره خود فارغ‌التحصیل شد. در اوایل دهه ۱۸۲۰، امرسون معلم مدرسه دخترانه (که توسط برادرش ویلیام اداره می‌شد) بود. او سپس دو سال را در کلبه‌ای در بخش کانتربری راکس‌بری، ماساچوست گذراند و در آنجا به نوشتن و مطالعه طبیعت پرداخت. به افتخار او، این منطقه اکنون در پارک فرانکلین بوستون، تپه مدیر مدرسه نامیده می‌شود.

### سفر به جنوب و تجربیات اولیه
در سال ۱۸۲۶، امرسون به دلیل ضعف سلامتی برای یافتن آب و هوای گرمتر به جنوب رفت. او ابتدا به چارلستون، کارولینای جنوبی رفت، اما متوجه شد که هوا هنوز خیلی سرد است. سپس به جنوب‌تر به سنت آگوستین، فلوریدا رفت و در آنجا پیاده‌روی‌های طولانی در ساحل داشت و شروع به سرودن شعر کرد. زمانی که در سنت آگوستین بود با آشیل مورات، برادرزاده ناپلئون بناپارت آشنا شد. مورات دو سال از او بزرگتر بود؛ آنها دوستان خوبی شدند و از همراهی یکدیگر لذت می‌بردند. این دو درگیر بحث‌های روشنگرانه‌ای در مورد دین، جامعه، فلسفه و دولت شدند. امرسون مورات را شخصیتی مهم در آموزش فکری خود می‌دانست.
زمانی که در سنت آگوستین بود، امرسون برای اولین بار با برده‌داری روبرو شد. در یک مقطع، او در جلسه انجمن کتاب مقدس شرکت کرد در حالی که حراج بردگان در حیاط بیرون در حال انجام بود. او نوشت: «بنابراین یک گوش خبرهای خوشحال‌کننده شادی بزرگ را می‌شنید، در حالی که گوش دیگر با "می‌رود، آقایان، می‌رود!" پذیرایی می‌شد.»

## اوایل کار

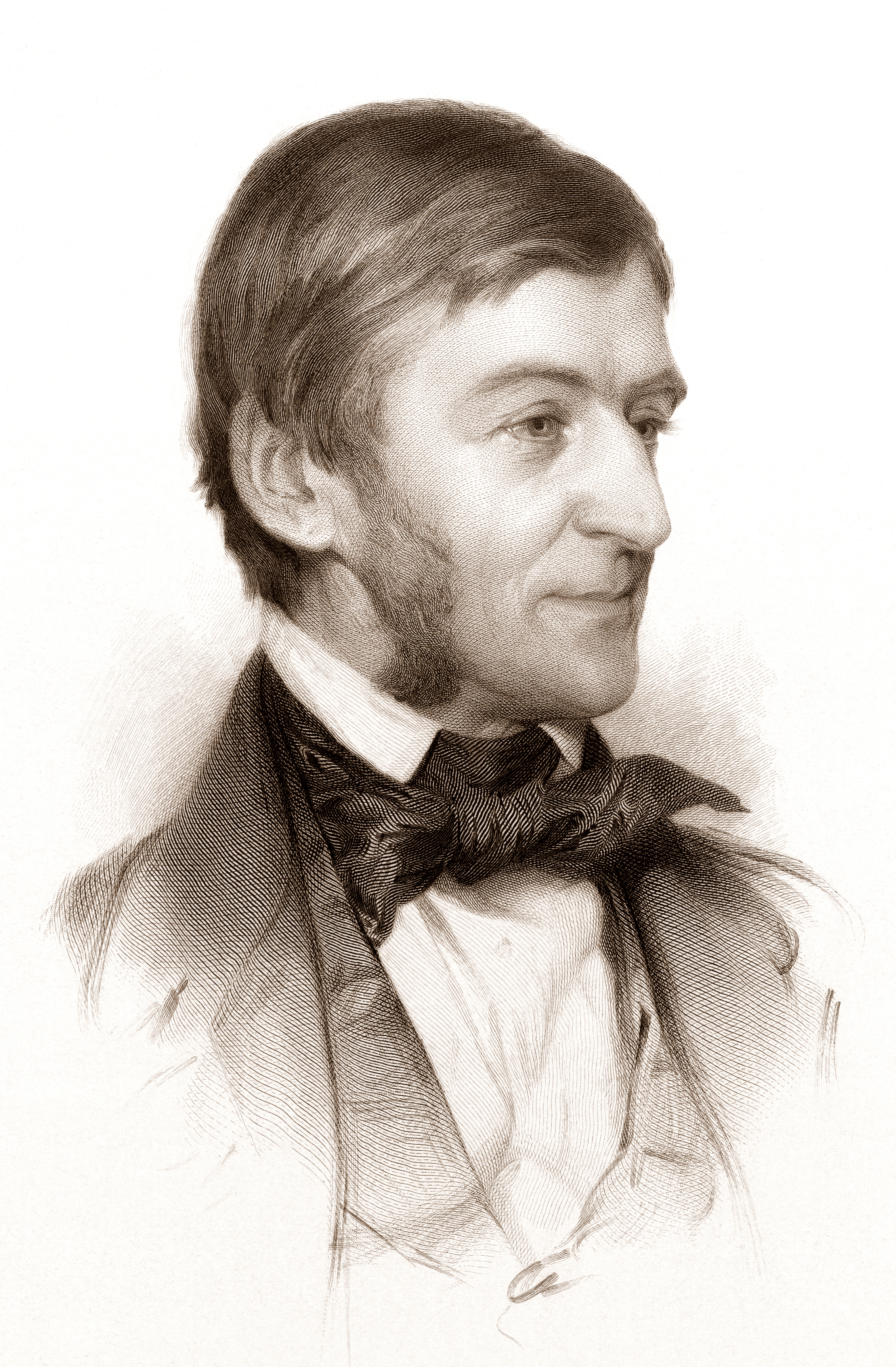
طراحی حکاکی شده، ۱۸۷۸

### ورود به کلیسا و ازدواج اول
پس از هاروارد، امرسون به برادرش ویلیام در مدرسه‌ای برای زنان جوان که در خانه مادرشان تأسیس شده بود، کمک کرد، پس از آنکه مدرسه خود را در چلمزفورد، ماساچوست تأسیس کرد؛ هنگامی که برادرش ویلیام در اواسط سال ۱۸۲۴ برای تحصیل در رشته حقوق به گوتینگن رفت، رالف والدو مدرسه را بست اما تا اوایل سال ۱۸۲۵ به تدریس در کمبریج، ماساچوست ادامه داد. امرسون در اواخر سال ۱۸۲۴ در مدرسه الهیات هاروارد پذیرفته شد و در سال ۱۸۲۸ به عضویت فی بتا کاپا درآمد. برادر امرسون، ادوارد، دو سال از او کوچکتر، پس از فارغ‌التحصیلی از هاروارد به عنوان نفر اول کلاس خود، وارد دفتر وکیل دانیل وبستر شد. سلامت جسمی ادوارد شروع به وخامت کرد و به زودی دچار فروپاشی روانی نیز شد؛ او در ژوئن ۱۸۲۸ در سن ۲۵ سالگی به آسایشگاه مک‌لین منتقل شد. اگرچه او تعادل روانی خود را بازیافت، اما در سال ۱۸۳۴ ظاهراً بر اثر سل طولانی مدت درگذشت. یکی دیگر از برادران جوان باهوش و آینده‌دار امرسون، چارلز، متولد ۱۸۰۸، نیز در سال ۱۸۳۶ بر اثر سل درگذشت و او را به سومین جوانی در حلقه نزدیکان امرسون تبدیل کرد که در عرض چند سال درگذشت.
امرسون همسر اول خود، الن لوییزا تاکر را در روز کریسمس ۱۸۲۷ در کنکورد، نیوهمپشایر ملاقات کرد و دو سال بعد زمانی که او ۱۸ ساله بود با او ازدواج نمود. این زوج به بوستون نقل مکان کردند و مادر امرسون، روث، نیز برای کمک به مراقبت از الن که قبلاً به سل مبتلا بود، با آنها نقل مکان کرد. کمتر از دو سال بعد، در ۸ فوریه ۱۸۳۱، الن در سن ۲۰ سالگی پس از گفتن آخرین کلمات خود، «صلح و شادی را فراموش نکرده‌ام»، درگذشت. امرسون به شدت تحت تأثیر مرگ او قرار گرفت و روزانه از قبر او در راکسبری دیدن می‌کرد. در یادداشتی در دفتر خاطرات به تاریخ ۲۹ مارس ۱۸۳۲، او نوشت: «از مقبره الن دیدن کردم و تابوت را باز کردم.»
کلیسای دوم بوستون از امرسون دعوت کرد تا به عنوان کشیش دستیار خدمت کند و او در ۱۱ ژانویه ۱۸۲۹ منصوب شد. حقوق اولیه او سالانه ۱۲۰۰ دلار بود که در ژوئیه به ۱۴۰۰ دلار افزایش یافت، اما با نقش کلیسایی خود مسئولیت‌های دیگری را نیز بر عهده گرفت: او کشیش مجلس قانونگذاری ماساچوست و عضو کمیته مدارس بوستون بود. فعالیت‌های کلیسایی او را مشغول نگه می‌داشت، اگرچه در این دوره و با مواجهه با مرگ قریب‌الوقوع همسرش، شروع به تردید در باورهای خود کرد.

### بحران ایمانی و استعفا
مرگ همسرش و تردیدهای درونی نسبت به آیین‌های کلیسا، به‌ویژه مراسم عشای ربانی، منجر به بحران ایمانی در او شد. او در نهایت در سال ۱۸۳۲ در نامه‌ای به کلیسا، با بیان اینکه نمی‌تواند با اعتقاد کامل این آیین‌ها را اجرا کند، از مقام کشیشی استعفا داد. این اقدام، نقطه عطفی بود که او را از یک مسیر سنتی به سوی یک مسیر فکری مستقل سوق داد.
امرسون در سال ۱۸۳۳ به اروپا سفر کرد و بعداً از سفرهای خود در ویژگی‌های انگلیسی (۱۸۵۶) نوشت. او در روز کریسمس ۱۸۳۲ با کشتی جاسپر ابتدا به مالت سفر کرد. در طول سفر اروپایی خود، چندین ماه را در ایتالیا گذراند و از رم، فلورانس و ونیز و شهرهای دیگر دیدن کرد. زمانی که در رم بود، با جان استوارت میل ملاقات کرد که به او نامه توصیه‌ای برای ملاقات با توماس کارلایل داد. او به سوئیس رفت و مسافران دیگر مجبور شدند او را برای بازدید از خانه ولتر در فرنی بکشانند، «در تمام راه به دلیل بی‌ارزشی خاطره او اعتراض می‌کرد.» سپس به پاریس رفت، «یک نیویورک مدرن پر سر و صدا»، جایی که از باغ گیاهان بازدید کرد. او به شدت تحت تأثیر سازماندهی گیاهان بر اساس سیستم طبقه‌بندی آنتوان لوران دو ژوسیو و نحوه ارتباط و اتصال همه این اشیاء قرار گرفت. همانطور که رابرت دی. ریچاردسون می‌گوید: «لحظه بصیرت امرسون در مورد به هم پیوستگی چیزها در باغ گیاهان، لحظه‌ای از شدت تقریباً بصری بود که او را از الهیات به سوی علم هدایت کرد.»

### سفر به اروپا و ملاقات‌های سرنوشت‌ساز
امرسون با حرکت به شمال انگلستان با ویلیام وردزورث، ساموئل تیلور کولریج و توماس کارلایل ملاقات کرد. کارلایل به ویژه تأثیر زیادی بر او داشت؛ امرسون بعداً به عنوان یک نماینده ادبی غیررسمی در ایالات متحده برای کارلایل خدمت کرد و در مارس ۱۸۳۵، سعی کرد کارلایل را متقاعد کند که برای سخنرانی به آمریکا بیاید. این دو تا زمان مرگ کارلایل در سال ۱۸۸۱ مکاتبه داشتند.

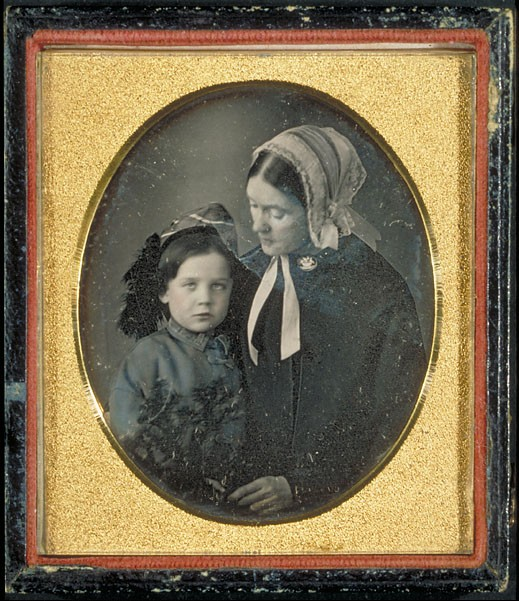
داگرئوتیپ از لیدیا جکسون امرسون و پسرش ادوارد والدو امرسون، حدود ۱۸۵۰

امرسون در ۹ اکتبر ۱۸۳۳ به ایالات متحده بازگشت و با مادرش در نیوتن، ماساچوست زندگی کرد. در اکتبر ۱۸۳۴، او به کنکورد، ماساچوست نقل مکان کرد تا با پدربزرگ ناتنی خود،  ازرا ریپلی، در خانه‌ای که بعداً خانه قدیمی مانس نامیده شد، زندگی کند. با توجه به جنبش نوپای لیسئوم که سخنرانی‌هایی در مورد انواع موضوعات ارائه می‌کرد، امرسون شغلی ممکن به عنوان سخنران را دید. در ۵ نوامبر ۱۸۳۳، او اولین سخنرانی از حدود ۱۵۰۰ سخنرانی خود را با عنوان «کاربردهای تاریخ طبیعی» در بوستون ایراد کرد. این گزارشی گسترده از تجربه او در پاریس بود. در این سخنرانی، او برخی از باورهای مهم و ایده‌هایی را که بعداً در اولین مقاله منتشر شده خود، «طبیعت»، توسعه داد، بیان کرد:
طبیعت یک زبان است و هر واقعیت جدیدی که انسان می‌آموزد یک کلمه جدید است؛ اما این زبانی نیست که از هم جدا شده و در فرهنگ لغت مرده باشد، بلکه زبانی است که به یک معنای بسیار مهم و جهانی گردآوری شده است. من می‌خواهم این زبان را بیاموزم، نه برای اینکه گرامر جدیدی بدانم، بلکه برای اینکه کتاب بزرگی را که به آن زبان نوشته شده است، بخوانم.
در ۲۴ ژانویه ۱۸۳۵، امرسون نامه‌ای به لیدیا جکسون نوشت و به او پیشنهاد ازدواج داد. پذیرش او در ۲۸ ژانویه از طریق پست به دستش رسید. در ژوئیه ۱۸۳۵، او خانه‌ای را در جاده کمبریج و کنکورد در کنکورد، ماساچوست خرید که آن را بوش نامید؛ اکنون به عنوان خانه رالف والدو امرسون برای عموم باز است. امرسون به سرعت به یکی از شهروندان برجسته شهر تبدیل شد. او در ۱۲ سپتامبر ۱۸۳۵ به مناسبت دویستمین سالگرد شهر کنکورد سخنرانی کرد. دو روز بعد، او با جکسون در زادگاهش پلیموث، ماساچوست ازدواج کرد و در ۱۵ سپتامبر به همراه مادر امرسون به خانه جدیدشان در کنکورد نقل مکان کردند.
امرسون به سرعت نام همسرش را به لیدیا تغییر داد و او را کوئینی و گاهی آسیا صدا می‌زد و او نیز او را آقای امرسون صدا می‌کرد. فرزندان آنها والدو، الن، ادیت و ادوارد والدو امرسون بودند. ادوارد والدو امرسون پدر ریموند امرسون بود. الن به پیشنهاد لیدیا به یاد همسر اولش نامگذاری شد. او سوفیا فورد را برای آموزش فرزندانش استخدام کرد.
امرسون زمانی که در هاروارد بود فقیر بود، اما بعداً توانست خانواده خود را برای بخش زیادی از زندگی خود تأمین کند. او پس از مرگ همسر اولش مقدار قابل توجهی پول به ارث برد، اگرچه برای دریافت آن مجبور شد در سال ۱۸۳۶ علیه خانواده تاکر شکایت کند. او در ماه مه ۱۸۳۴، ۱۱۶۰۰ دلار و در ژوئیه ۱۸۳۷، ۱۱۶۷۴.۴۹ دلار دیگر دریافت کرد. در سال ۱۸۳۴، او معتقد بود که از پرداخت اولیه املاک، درآمد سالانه ۱۲۰۰ دلار دارد که معادل درآمدی بود که به عنوان کشیش کسب می‌کرد.

## دوره ادبی و تعالی‌گرایی

### شکل‌گیری تعالی‌گرایی و باشگاه تعالی
پس از بازگشت به آمریکا در سال ۱۸۳۵، امرسون با لیدیا جکسون ازدواج کرد و در شهر کنکورد، ماساچوست ساکن شد. خانه آن‌ها به مرکز گردهمایی روشنفکران و نویسندگانی تبدیل شد که هسته اصلی جنبش تعالی‌گرایی را تشکیل می‌دادند. در سال ۱۸۳۶، او به همراه چهره‌هایی مانند جرج ریپلی و فردریک هنری هج، باشگاه تعالی را بنیان نهاد که به محفلی برای بحث و تبادل نظر درباره فلسفه، دین و ادبیات تبدیل شد.

### انتشار آثار کلیدی و سخنرانی‌های جنجالی
در سال ۱۸۳۶، امرسون به صورت ناشناس کتاب کوتاه اما تأثیرگذار طبیعت را منتشر کرد که بیانیه غیررسمی مکتب تعالی‌گرایی محسوب می‌شود. یک سال بعد، سخنرانی «دانشمند آمریکایی» را در دانشگاه هاروارد ایراد کرد و در آن از روشنفکران آمریکایی خواست تا از زیر سایه نفوذ فرهنگی اروپا خارج شوند. در سال ۱۸۳۸، «سخنرانی مدرسه الوهیت» او که در آن الوهیت عیسی را زیر سؤال برد و بر تجربه شخصی دین تأکید کرد، خشم محافل مذهبی را برانگیخت و باعث شد تا ۳۰ سال از سخنرانی در هاروارد منع شود.

### مجله دیال و زندگی در کنکورد
در سال ۱۸۴۰، امرسون به همراه مارگارت فولر، مجله دیال را به عنوان ارگان رسمی جنبش تعالی‌گرایی تأسیس کرد و خود برای مدتی سردبیری آن را بر عهده گرفت. در این دوره، او دوستی عمیقی با هنری دیوید ثورو آغاز کرد که به یکی از مهم‌ترین شاگردان او تبدیل شد. زندگی امرسون در کنکورد با تراژدی مرگ پسر پنج ساله‌اش، والدو، در سال ۱۸۴۲ نیز همراه بود، رویدادی که تأثیر عمیقی بر مقاله «تجربه» او گذاشت.

### شهرت به عنوان سخنران و علاقه به فلسفه شرق
امرسون به عنوان یک سخنران عمومی در قالب لیسئوم به شهرت و موفقیت مالی چشمگیری دست یافت. او به سراسر کشور سفر می‌کرد و درباره موضوعات گوناگون سخنرانی می‌کرد. در همین دوره، علاقه او به فلسفه شرق، به‌ویژه ودانتا و متون هندی مانند بهگود گیتا، عمیق‌تر شد. این تأثیر در مفاهیمی مانند «روح متعال» در آثار او به وضوح قابل مشاهده است.

## اردوی فیلسوفان
در تابستان ۱۸۵۸، امرسون به همراه نه نفر دیگر در برکه فالنزبی در کوه‌های آدیرونداک در شمال ایالت نیویورک اردو زدند: لویی آگاسی، جیمز راسل لوول، جان هلمز، هوراشیو وودمن، ابنزر راک‌وود هور، جفریس وایمن، استس هاو، آموس بینی و ویلیام جیمز استیل‌من. الیور وندل هلمز، هنری وادزورث لانگ‌فلو و چارلز الیوت نورتون، همگی اعضای باشگاه شنبه (بوستون، ماساچوست) دعوت شده بودند اما نتوانستند در این سفر شرکت کنند.
این باشگاه اجتماعی عمدتاً دارای اعضای ادبی بود که آخرین شنبه هر ماه در هتل پارکر هاوس بوستون (هتل اومنی پارکر هاوس) گرد هم می‌آمدند. ویلیام جیمز استیل‌من یک نقاش و سردبیر بنیان‌گذار یک مجله هنری به نام کرایون بود. استیل‌من در اسکنکتدی که درست در جنوب کوه‌های آدیرونداک قرار داشت به دنیا آمد و بزرگ شد. او بعداً برای نقاشی از منظره طبیعت وحشی و ماهیگیری و شکار به آنجا سفر کرد. او تجربیات خود را در این طبیعت وحشی با اعضای باشگاه شنبه به اشتراک گذاشت و علاقه آنها را به این منطقه ناشناخته برانگیخت.
جیمز راسل لوول و ویلیام استیل‌من تلاش برای سازماندهی سفری به آدیرونداک را رهبری کردند. آنها سفر خود را در ۲ اوت ۱۸۵۸ با قطار، کشتی بخار، کالسکه و قایق‌های راهنمای کانو آغاز کردند. خبر اینکه این مردان فرهیخته مانند «ساک‌ها و سوها» در طبیعت وحشی زندگی می‌کنند در روزنامه‌های سراسر کشور منتشر شد. این رویداد به «اردوی فیلسوفان» معروف شد.
این رویداد نقطه عطفی در جنبش فکری قرن نوزدهم بود که طبیعت را با هنر و ادبیات پیوند داد.
اگرچه در طول سال‌ها توسط محققان و زندگی‌نامه‌نویسان زندگی امرسون مطالب زیادی نوشته شده است، اما در مورد آنچه به عنوان «اردوی فیلسوفان» در برکه فالنزبی شناخته می‌شود، مطالب کمی نوشته شده است. با این حال، شعر حماسی او «آدیرونداک» مانند یک دفتر خاطرات از توصیف دقیق روز به روز ماجراهای او در طبیعت وحشی با دیگر اعضای باشگاه شنبه است. این اردوی دو هفته‌ای (۱۸۵۸ در آدیرونداک) او را با یک طبیعت وحشی واقعی روبرو کرد، چیزی که او در مقاله خود «طبیعت» که در سال ۱۸۳۶ منتشر شد، از آن صحبت کرده بود. او گفت: «در طبیعت وحشی چیزی عزیزتر و همزادتر از خیابان‌ها یا روستاها می‌یابم.»

## سال‌های جنگ داخلی

### مواضع در برابر برده‌داری
امرسون به شدت با برده‌داری مخالف بود، اما از قرار گرفتن در انظار عمومی خوشش نمی‌آمد و در مورد سخنرانی در این زمینه مردد بود. با این حال، در سال‌های منتهی به جنگ داخلی، او تعدادی سخنرانی، از اوایل نوامبر ۱۸۳۷، ایراد کرد. تعدادی از دوستان و اعضای خانواده او در ابتدا از او فعال‌تر در جنبش الغای برده‌داری در ایالات متحده بودند، اما از سال ۱۸۴۴ به بعد او فعالانه‌تر با برده‌داری مخالفت کرد. او تعدادی سخنرانی و خطابه ایراد کرد و در طول بازدیدهای جان براون از کنکورد، از او در خانه خود استقبال کرد. او در سال ۱۸۶۰ به آبراهام لینکلن رأی داد، اما از اینکه لینکلن بیشتر نگران حفظ اتحادیه بود تا از بین بردن کامل برده‌داری، ناامید شد. پس از شروع جنگ داخلی آمریکا، امرسون به صراحت اعلام کرد که به رهایی فوری بردگان معتقد است.
در همین زمان، در سال ۱۸۶۰، امرسون راهبری زندگی، هفتمین مجموعه مقالات خود را منتشر کرد. در این مقالات، امرسون به شدت ایده جنگ را به عنوان وسیله‌ای برای تولد دوباره ملی پذیرفت: «جنگ داخلی، ورشکستگی ملی، یا انقلاب، [غنی‌تر] از سال‌های بی‌حال رفاه در آهنگ‌های اصلی هستند.»

### حمایت از لینکلن و اتحادیه
امرسون در اواخر ژانویه ۱۸۶۲ از واشینگتن دی سی بازدید کرد. او در ۳۱ ژانویه ۱۸۶۲ در اسمیتسونیان یک سخنرانی عمومی ایراد کرد و اعلام کرد: «جنوب برده‌داری را یک نهاد می‌نامد... من آن را فقر می‌نامم... رهایی، تقاضای تمدن است.» روز بعد، اول فوریه، دوستش چارلز سامنر او را برای ملاقات با لینکلن به کاخ سفید برد. لینکلن با آثار امرسون آشنا بود و قبلاً او را در حال سخنرانی دیده بود. تردیدهای امرسون در مورد لینکلن پس از این ملاقات شروع به نرم شدن کرد. در سال ۱۸۶۵، او در مراسم یادبودی که برای لینکلن در کنکورد برگزار شد، سخنرانی کرد: «با وجود قدمت تاریخ و تراژدی‌های فراوان آن، شک دارم که هیچ مرگی به اندازه این مرگ باعث درد شده باشد، یا در هنگام اعلام آن باعث درد شود.» امرسون همچنین با تعدادی از مقامات عالی رتبه دولتی از جمله سالمون پی. چیس، وزیر خزانه‌داری؛ ادوارد بیتس، دادستان کل؛ ادوین ام. استانتون، وزیر جنگ؛ گیدئون ولز، وزیر نیروی دریایی؛ و ویلیام سوارد، وزیر امور خارجه ملاقات کرد.
در ۶ مه ۱۸۶۲، هنری دیوید ثورو، شاگرد امرسون، در سن ۴۴ سالگی بر اثر سل درگذشت. امرسون در مراسم تشییع او سخنرانی کرد. او اغلب از ثورو به عنوان بهترین دوست خود یاد می‌کرد، علی‌رغم اختلافی که از سال ۱۸۴۹ پس از انتشار یک هفته در رودخانه‌های کنکورد و مریماک توسط ثورو آغاز شده بود. دوست دیگری، ناتانیل هاثورن، دو سال پس از ثورو، در سال ۱۸۶۴ درگذشت. امرسون در هنگام دفن هاثورن در کنکورد، به عنوان یکی از حاملان تابوت خدمت کرد، همانطور که امرسون نوشت، «در شکوه آفتاب و سرسبزی.»
او در سال ۱۸۶۴ به عنوان عضو آکادمی هنر و علوم آمریکا انتخاب شد. در سال ۱۸۶۷، او به عنوان عضو انجمن فیلسوفان آمریکا انتخاب شد.

## سال‌های پایانی و مرگ

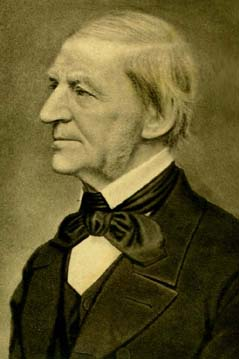
امرسون در سال‌های آخر عمر

### افول سلامتی و آتش‌سوزی خانه
از سال ۱۸۶۷، سلامتی امرسون رو به وخامت گذاشت؛ او بسیار کمتر در مجلات خود می‌نوشت. از اوایل تابستان ۱۸۷۱ یا در بهار ۱۸۷۲، او دچار مشکلات حافظه شد و از آفازی رنج می‌برد. در پایان دهه، او گاهی نام خود را فراموش می‌کرد و اگر از او می‌پرسیدند چه حالی دارد، پاسخ می‌داد: «کاملاً خوب؛ من قوای ذهنی خود را از دست داده‌ام، اما کاملاً خوب هستم.»
در بهار ۱۸۷۱، امرسون سفری با اولین راه‌آهن بین‌قاره‌ای انجام داد، تنها دو سال پس از اتمام آن. در طول راه و در کالیفرنیا او با تعدادی از مقامات عالی‌رتبه، از جمله بریگام یانگ در طول توقفی در سالت لیک سیتی ملاقات کرد. بخشی از بازدید او از کالیفرنیا شامل سفری به یوسیمیتی بود، و در آنجا با جان مویر جوان و ناشناس ملاقات کرد، رویدادی شاخص در کارنامه مویر.
خانه امرسون در کنکورد در ۲۴ ژوئیه ۱۸۷۲ دچار آتش‌سوزی شد. او از همسایگان کمک خواست و با ناامیدی از خاموش کردن شعله‌ها، همه سعی کردند تا آنجا که ممکن است اشیاء را نجات دهند. آتش توسط افرایم بول جونیور، پسر یک‌دست افرایم ولز بول خاموش شد. کمک‌های مالی توسط دوستان برای کمک به بازسازی خانه امرسون‌ها جمع‌آوری شد، از جمله ۵۰۰۰ دلار که توسط فرانسیس کابوت لوول جمع‌آوری شد، ۱۰۰۰۰ دلار دیگر توسط لی‌بارون راسل بریگز و کمک شخصی ۱۰۰۰ دلاری از جرج بنکرا. پیشنهاد سرپناه نیز ارائه شد؛ اگرچه امرسون‌ها در نهایت در خانه قدیمی مانس با خانواده ماندند، اما دعوت‌نامه‌هایی از آن لینچ بوتا، جیمز الیوت کابوت، جیمز تی. فیلدز و آنی آدامز فیلدز دریافت کردند. آتش‌سوزی پایانی بر حرفه جدی سخنرانی امرسون بود؛ از آن پس، او فقط در مناسبت‌های خاص و فقط در برابر مخاطبان آشنا سخنرانی می‌کرد.

### آخرین سفرها و کناره‌گیری از انظار
در حالی که خانه در حال بازسازی بود، امرسون سفری به انگلستان، اروپای قاره‌ای و مصر داشت. او در ۲۳ اکتبر ۱۸۷۲ به همراه دخترش الن ترک کرد، در حالی که همسرش لیدیا در خانه قدیمی مانس و با دوستانش وقت می‌گذراند. امرسون و دخترش الن در ۱۵ آوریل ۱۸۷۳ با کشتی المپوس به همراه دوستشان چارلز الیوت نورتون به ایالات متحده بازگشتند. بازگشت امرسون به کنکورد توسط شهر جشن گرفته شد و مدرسه در آن روز تعطیل شد.

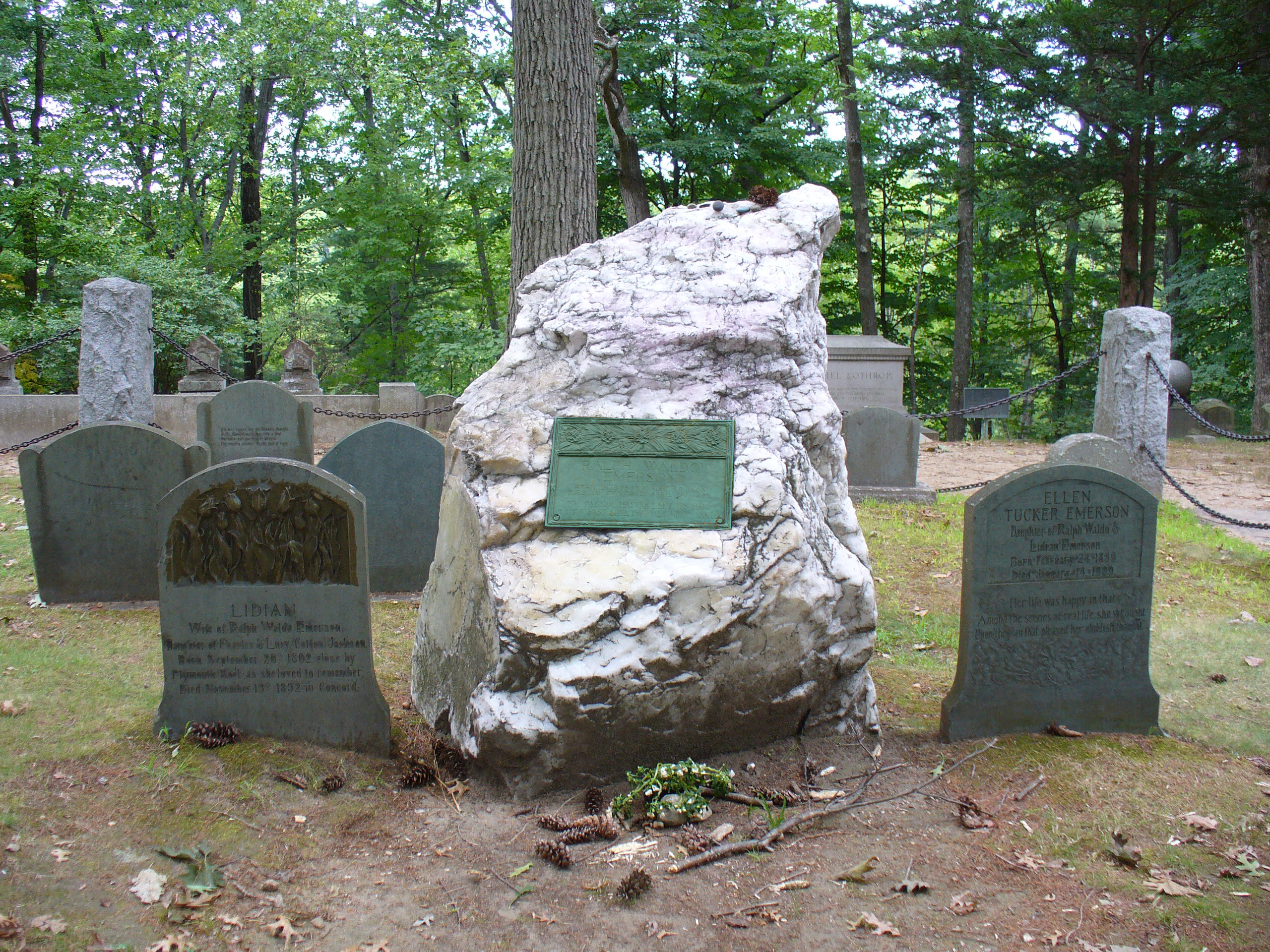
قبر امرسون – قبرستان اسلیپی هالو، کنکورد، ماساچوست

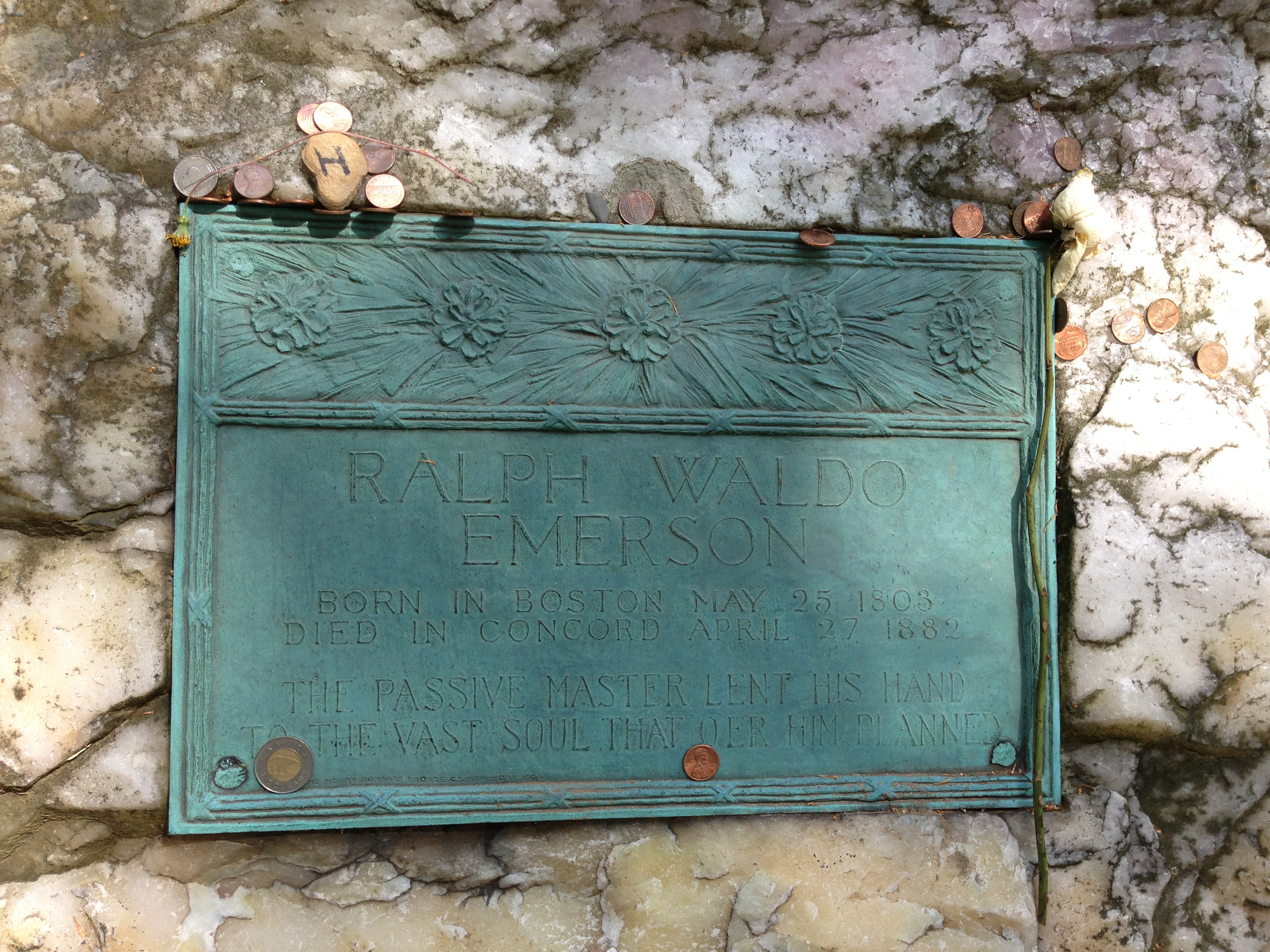
سنگ قبر امرسون

در اواخر سال ۱۸۷۴، امرسون مجموعه‌ای از شعر با عنوان پارناسوس منتشر کرد که شامل اشعاری از آنا لتیتیا باربولد، جولیا کارولین دور، جین اینجلو، لوسی لارکام، جونز وری، و همچنین ثورو و چندین نفر دیگر بود. در اصل، این مجموعه در اوایل پاییز ۱۸۷۱ آماده شده بود، اما زمانی که ناشران خواستار تجدید نظر شدند، به تعویق افتاد.
مشکلات حافظه برای امرسون شرم‌آور شده بود و او تا سال ۱۸۷۹ از حضور در انظار عمومی دست کشید. در پاسخ به دعوتی برای جشن بازنشستگی اکتاویوس بی. فراتینگهام، او نوشت: «من در شرایطی نیستم که ملاقات کنم یا در هیچ گفتگویی شرکت کنم. پیری در سال گذشته به من هجوم آورده و زبانم را بسته و حافظه‌ام را پنهان کرده و بنابراین ماندن در خانه را وظیفه کرده است.» نیویورک تایمز پاسخ او را نقل کرد و خاطرنشان کرد که ابراز تأسف او در جشن با صدای بلند خوانده شد. هلمز در مورد این مشکل نوشت: «امرسون از اعتماد به نفس خود در جامعه به دلیل ضعف حافظه و مشکل بزرگی که در یافتن کلمات مورد نظر خود دارد، می‌ترسد. مشاهده خجالت او در مواقعی دردناک است.»

### مرگ و خاکسپاری
در ۲۱ آوریل ۱۸۸۲، مشخص شد که امرسون از ذات‌الریه رنج می‌برد. او شش روز بعد درگذشت. امرسون در قبرستان اسلیپی هالو، کنکورد، ماساچوست به خاک سپرده شده است. او در تابوت خود با ردای سفیدی که توسط مجسمه‌ساز آمریکایی دانیل چستر فرنچ اهدا شده بود، قرار گرفت.

## سبک زندگی و باورها
الگو:نوار کناری فردگرایی
دیدگاه‌های دینی امرسون در آن زمان اغلب رادیکال تلقی می‌شد. او معتقد بود که همه چیز به خدا متصل است و بنابراین همه چیز الهی است. منتقدان معتقد بودند که امرسون در حال حذف شخصیت اصلی خدا است؛ همانطور که هنری ویر جونیور گفت، امرسون در خطر حذف «پدر جهان» و رها کردن «گروهی از کودکان در یک یتیم‌خانه» بود. امرسون تا حدی تحت تأثیر فلسفه آلمان و نقد کتاب مقدس بود. دیدگاه‌های او، که اساس تعالی‌گرایی را تشکیل می‌داد، نشان می‌داد که خدا مجبور نیست حقیقت را آشکار کند، بلکه حقیقت را می‌توان به طور شهودی مستقیماً از طبیعت تجربه کرد. وقتی از او در مورد اعتقاد دینی‌اش سؤال شد، امرسون اظهار داشت: «من بیشتر یک کوئیکر هستم تا هر چیز دیگری. من به «صدای آرام و کوچک» اعتقاد دارم و آن صدا مسیح در درون ماست.»
امرسون از حامیان گسترش کتابخانه‌های عمومی در قرن نوزدهم بود و در این باره می‌گفت: «در نظر بگیرید که در کوچکترین کتابخانه منتخب چه چیزی دارید. گروهی از خردمندترین و شوخ‌ترین مردانی که می‌توان از تمام کشورهای متمدن در هزار سال انتخاب کرد، نتایج دانش و خرد خود را به بهترین ترتیب قرار داده‌اند.»
امرسون در طول زندگی خود به زنان مختلفی از جمله آنا بارکر و کارولین استرجیس علاقه عاشقانه داشت.
او در زمینهٔ تغییر و تحول در تاریخ هم عقیده با توماس کارلایل بود مبنی بر اینکه تغییر در تاریخ و اجتماع توسط اشخاص بزرگ ایجاد می‌شود نه تودهٔ مردم. او می‌گوید شما شخصیت‌های بزرگی را مثل محمد پیامبر اسلام به من بشناسانید تا تأثیر آنها را در تحول در تاریخ برای شما بازگو کنم.

### علاقه به شعر فارسی
امرسون به سعدی علاقه زیادی داشت، تا جایی که نوشته‌های وی را با انجیل متی مقایسه نمود. امرسون در مدح حافظ شیرازی نیز مقالاتی نوشت.

### دیدگاه‌ها دربارهٔ نژاد و برده‌داری

#### مواضع الغاگرایانه و فعالیت‌های عمومی
امرسون تا سال ۱۸۴۴ به یک الغاگر سرسخت تبدیل نشد، اگرچه مجلات او نشان می‌دهد که او از جوانی نگران برده‌داری بود
. در ژوئن ۱۸۵۶، اندکی پس از اینکه چارلز سامنر، یک سناتور ایالات متحده، به دلیل دیدگاه‌های سرسخت الغاگرایانه‌اش مورد ضرب و شتم قرار گرفت، امرسون از اینکه خودش به اندازه کافی به این آرمان متعهد نیست، ابراز تأسف کرد. او نوشت: «مردانی هستند که به محض تولد، مستقیماً به سمت تبر تفتیش عقاید می‌روند. ... شگفت‌انگیز است راهی که ما با این عرضه بی‌پایان عنصر اخلاقی نجات می‌یابیم.» پس از حمله به سامنر، امرسون شروع به صحبت علنی در مورد برده‌داری کرد. او در جلسه‌ای در کنکورد در آن تابستان گفت: «فکر می‌کنم باید از شر برده‌داری خلاص شویم، یا باید از شر آزادی خلاص شویم.» در اوایل سال ۱۸۳۸، امرسون که از قتل یک ناشر الغاگر از آلتون، ایلینوی به نام الیاس پریش لاوجوی خشمگین شده بود، اولین سخنرانی عمومی ضد برده‌داری خود را ایراد کرد. همانطور که او گفت: «همین چند روز پیش بود که لاوجوی شجاع سینه خود را به گلوله‌های یک اوباش برای حقوق آزادی بیان و عقیده داد و زمانی درگذشت که بهتر بود زنده نباشد.» جان کوئینسی آدامز گفت که قتل لاوجوی توسط اوباش «شوک مانند زلزله را در سراسر این قاره فرستاد.» با این حال، امرسون در ابتدا معتقد بود که اصلاحات باید از طریق توافق اخلاقی و نه با اقدام نظامی به دست آید. تا اول اوت ۱۸۴۴، در یک سخنرانی در کنکورد، او حمایت خود را از جنبش الغاگرایی واضح‌تر بیان کرد: «ما عمدتاً به این جنبش و به ادامه دهندگان آن برای بحث عمومی در مورد هر نکته‌ای از اخلاق عملی مدیون هستیم.»

#### دیدگاه‌های اولیه و سلسله‌مراتب نژادی
با وجود مخالفت با برده‌داری، امرسون در اوایل زندگی با پیامدهای نژاد دست و پنجه نرم می‌کرد. بسیاری از منتقدان معتقدند که دیدگاه‌های او در مورد نژاد، که تحت تأثیر باورهای رایج زمانه‌اش بود، او را از تبدیل شدن به یک فعال تمام‌عیار در اوایل زندگی‌اش باز داشت. در طول اوایل زندگی خود، به نظر می‌رسد امرسون نوعی سلسله مراتب نژادی را بر اساس قوه استدلال پذیرفته بود. در یادداشتی در دفتر خاطرات که در سال ۱۸۲۲ نوشته شده است، امرسون در مورد یک مشاهده شخصی نوشت: «به سختی می‌توان گفت که تفاوت در ویژگی عقل نهفته است. من ده، بیست، صد مرد سیاه‌پوست لب درشت و پیشانی کوتاه را در خیابان‌ها دیدم که جز در صرف موضوع زبان، از هوش فیل فراتر نمی‌رفتند... و در مقایسه با بالاترین مراتب انسان، آفریقایی‌ها آنقدر پایین خواهند ایستاد که تفاوت بین خودشان و حیوانات باهوش ناچیز باشد.»
با این حال، این باور به حقارت نژادی، امرسون را به حامی برده‌داری تبدیل نکرد. او بعداً در همان سال نوشت که «هیچ سفسطه مبتکرانه‌ای هرگز نمی‌تواند ذهن منحرف نشده را با بخشش برده‌داری آشتی دهد.» برای امرسون، برده‌داری یک مسئله اخلاقی بود، در حالی که برتری نژادها را مسئله‌ای علمی می‌دانست که سعی می‌کرد آن را بر اساس صفات ارثی تحلیل کند. امرسون خود را مردی از «تبار ساکسون» می‌دید و در یک سخنرانی در سال ۱۸۳۵ با عنوان «ویژگی‌های دائمی نبوغ ملی انگلیس»، آمریکایی‌های انگلیسی‌تبار را به عنوان یک نژاد برتر معرفی کرد.

#### تحول فکری و نظریه امتزاج
بعدها در زندگی‌اش، با درگیر شدن بیشتر در جنبش الغاگرایی، ایده‌های امرسون در مورد نژاد تغییر کرد. او شروع به تجزیه و تحلیل کامل‌تر پیامدهای فلسفی نژاد و سلسله مراتب نژادی کرد. دیدگاه‌های نژادی او با دیدگاه‌هایش در مورد ناسیونالیسم و برتری ملی ارتباط نزدیکی داشت. امرسون از نظریه‌های معاصر نژاد و علوم طبیعی برای حمایت از نظریه توسعه نژادی استفاده کرد. او معتقد بود که نبرد سیاسی کنونی و بردگی، یک مبارزه نژادی اجتناب‌ناپذیر است که در نهایت منجر به پیشرفت و اتحاد ایالات متحده خواهد شد. در بسیاری از آثار بعدی او، به نظر می‌رسد امرسون این تصور را می‌پذیرد که نژادهای مختلف اروپایی و دیگر نژادها در نهایت در آمریکا با هم مخلوط خواهند شد. از دیدگاه او، این فرآیند هیبریداسیون (امتزاج) منجر به یک نژاد برتر و ترکیبی می‌شود که به نفع آینده ایالات متحده خواهد بود.

## میراث

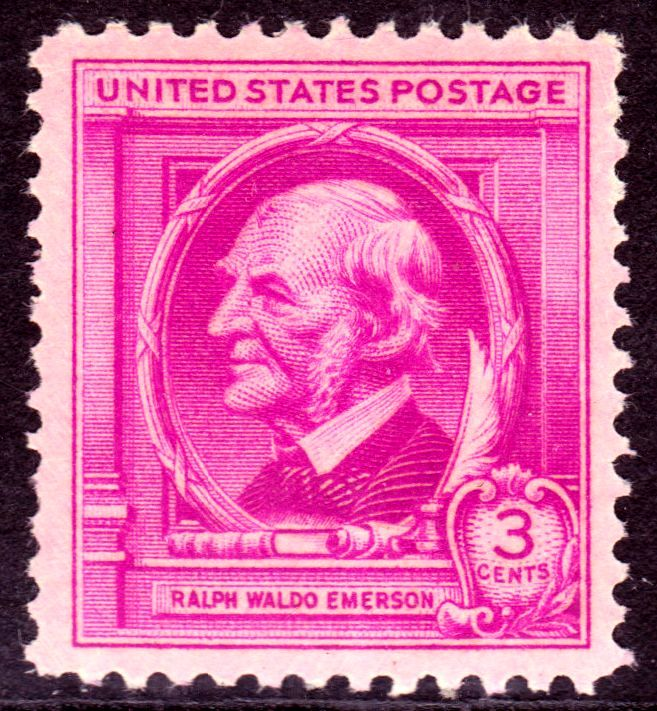
تمبر پستی امرسون، چاپ ۱۹۴۰

امرسون به عنوان یک سخنران و خطیب — که به او لقب حکیم کنکورد داده بودند — به صدای پیشرو فرهنگ روشنفکری در ایالات متحده تبدیل شد. جیمز راسل لوول، سردبیر آتلانتیک ماهانه و نورث آمریکن ریویو، در کتاب خود پنجره‌های مطالعه من (۱۸۷۱) اظهار داشت که امرسون نه تنها «جذاب‌ترین سخنران ثابت در آمریکا» بود، بلکه «یکی از پیشگامان سیستم سخنرانی» نیز بود. هرمان ملویل که در سال ۱۸۴۹ با امرسون ملاقات کرده بود، در ابتدا فکر می‌کرد که او «نقصی در ناحیه قلب» و «خودبینی‌ای چنان شدیداً فکری دارد که در ابتدا انسان در نامیدن آن به نام درستش تردید می‌کند»، اگرچه بعداً اعتراف کرد که امرسون «مرد بزرگی» بود. تئودور پارکر، یک کشیش و تعالی‌گرا، به توانایی امرسون در تأثیرگذاری و الهام بخشیدن به دیگران اشاره کرد: «نبوغ درخشان امرسون در شب‌های زمستان طلوع کرد و بر فراز بوستون آویزان شد و چشمان جوانان بااستعداد را به سوی آن ستاره بزرگ جدید، یک زیبایی و یک راز، جلب کرد که برای لحظه‌ای مسحور می‌کرد، در حالی که الهام همیشگی نیز می‌داد، زیرا آنها را در مسیرهای جدید و به سوی امیدهای جدید به پیش می‌برد.»
آثار امرسون نه تنها بر معاصرانش مانند والت ویتمن و هنری دیوید ثورو تأثیر گذاشت، بلکه تا به امروز بر متفکران و نویسندگان در ایالات متحده و سراسر جهان تأثیرگذار بوده است. متفکران برجسته‌ای که تأثیر امرسون را به رسمیت می‌شناسند عبارتند از نیچه و ویلیام جیمز، پسرخوانده امرسون. اختلاف نظر کمی وجود دارد که امرسون تأثیرگذارترین نویسنده آمریکای قرن نوزدهم بود، اگرچه این روزها او عمدتاً مورد توجه محققان است. والت ویتمن، هنری دیوید ثورو و ویلیام جیمز همگی امرسونی‌های مثبت بودند، در حالی که هرمان ملویل، ناتانیل هاثورن و هنری جیمز امرسونی‌های منکر بودند—در حالی که خود را در تقابل با حکیم قرار می‌دادند، از تأثیر او گریزی نبود. برای تی. اس. الیوت، مقالات امرسون یک «بار اضافی» بود. والدو حکیم از سال ۱۹۱۴ تا ۱۹۶۵ در سایه بود، تا اینکه پس از زنده ماندن در آثار شاعران بزرگ آمریکایی مانند رابرت فراست، والاس استیونز و هارت کرین، دوباره درخشید.
هارولد بلوم در کتاب خود دین آمریکایی، بارها از امرسون به عنوان «پیامبر دین آمریکایی» یاد می‌کند که در چارچوب کتاب به ادیان بومی آمریکایی مانند مورمونیسم و علم مسیحی اشاره دارد که عمدتاً در زمان حیات امرسون به وجود آمدند، اما همچنین به کلیساهای پروتستان اصلی که بلوم می‌گوید در ایالات متحده بیشتر از همتایان اروپایی خود گنوستیک شده‌اند، اشاره دارد. بلوم در قانون غربی، امرسون را با میشل دو مونتنی مقایسه می‌کند: «تنها تجربه خواندن معادل که من می‌شناسم، خواندن بی‌پایان در دفترچه‌ها و مجلات رالف والدو امرسون، نسخه آمریکایی مونتنی است.» چندین شعر از امرسون در بهترین اشعار زبان انگلیسی بلوم گنجانده شده است، اگرچه او نوشت که هیچ یک از اشعار به اندازه بهترین مقالات امرسون برجسته نیستند، که بلوم آنها را به عنوان «خوداتکایی»، «حلقه‌ها»، «تجربه» و «تقریباً تمام راهبری زندگی» فهرست کرده است. شعر امرسون با اعتقاد به اینکه طول خطوط، ریتم‌ها و عبارات توسط نفس تعیین می‌شود، پیشگوی نظریه‌های چارلز اولسون بود.

## تاثیر امرسون بر ویلیام جیمز و پراگماتیسم آمریکایی
تأثیر رالف والدو امرسون بر ویلیام جیمز، فیلسوف و روان‌شناس برجسته آمریکایی، جنبه‌های گوناگون شخصی، فلسفی و روان‌شناختی را شامل می‌شود. این تأثیرپذیری به دلیل روابط خانوادگی نزدیک و میراث فکری مشترک، عمیق و چندلایه بود.

### رابطه شخصی و میراث معنوی
ارتباط میان این دو شخصیت از ابتدای زندگی ویلیام جیمز شکل گرفت. امرسون به دلیل دوستی عمیق با هنری جیمز پدر، پدر ویلیام، به عنوان  پدرخوانده او انتخاب شد و حضوری مستمر و الهام‌بخش در خانواده جیمز داشت. این نزدیکی باعث شد که جیمز از همان ابتدا با اندیشه‌های امرسون خو بگیرد. اگرچه جیمز با برخی از جنبه‌های متعالی و خوش‌بینانه فلسفه امرسون مخالف بود و رویکردی علمی‌تر و تجربی‌تر به جهان داشت، اما همواره برای او احترام عمیقی قائل بود. او در یک سخنرانی در سال ۱۹۰۳ به مناسبت صدمین سالگرد تولد امرسون، او را یکی از «راهگشایان مسیرهای فکری ما» نامید و تأکید کرد که امرسون به نسل او آموخت که چگونه به تجربیات درونی و فردی خود اعتماد کنند.

### تأثیر بر فلسفه پراگماتیسم
مهم‌ترین تأثیر فکری امرسون بر جیمز را می‌توان در شکل‌گیری فلسفه پراگماتیسم مشاهده کرد. هرچند امرسون یک پراگماتیست به معنای دقیق کلمه نبود، اما هسته اصلی اندیشه‌های او راه را برای این مکتب هموار ساخت. تأکید امرسون بر اهمیت تجربه فردی، عمل و نتایج ملموس ایده‌ها، اساس دیدگاه پراگماتیستی جیمز را تشکیل می‌دهد. بر اساس این دیدگاه، «ارزش نقدی» (Cash-value) یا سودمندی یک ایده، معیار حقیقت آن است؛ به عبارت دیگر، یک ایده تا زمانی حقیقی است که در عمل کارایی داشته باشد.
همچنین، اصرار امرسون بر خوداتکایی (Self-Reliance) و توانایی فرد در ساختن مسیر زندگی خود، در فلسفه جیمز به مفهوم «اراده معطوف به باور» (Will to Believe) تکامل یافت. جیمز معتقد بود در شرایطی که شواهد کافی برای تصمیم‌گیری وجود ندارد، انسان حق دارد با اراده خود باوری را برگزیند که از نظر عملی برای زندگی‌اش مفیدتر است. این ایده ریشه در فردگرایی و اختیارگرایی امرسونی دارد.

### تأثیر بر روان‌شناسی و دیدگاه‌های دینی
امرسون به جیمز آموخت که چگونه به پیچیدگی‌های ذهن و تجربیات درونی انسان توجه کند. این تأثیر در دو حوزه برجسته است:
- روان‌شناسی دین: کتاب مشهور جیمز، تنوع تجربه دینی، نمونه بارز این تأثیر است. جیمز در این کتاب، به جای پرداختن به دگم‌ها و نهادهای دینی، بر تجربه دینی فردی و شخصی تمرکز می‌کند. این رویکرد مستقیماً از تأکید امرسون بر رابطه مستقیم و بی‌واسطه فرد با « روح متعال» (Over-Soul) و یافتن الوهیت در درون خود و طبیعت الهام گرفته است.[۲۶]

- جریان سیال ذهن: توصیفات شاعرانه امرسون از ذهن به عنوان یک «جریان» پویا و همیشه در حال تغییر، پیش‌درآمدی بر مفهوم مشهور «جریان سیال ذهن» (Stream of Consciousness) در روان‌شناسی ویلیام جیمز بود. هر دو متفکر، ذهن را نه مجموعه‌ای از ایده‌های ثابت، بلکه یک فرآیند زنده و سیال می‌دانستند.[۲۷]

به طور خلاصه، ویلیام جیمز بسیاری از مفاهیم کلیدی امرسون را در قالبی علمی‌تر، روان‌شناختی‌تر و نظام‌مندتر ارائه داد و به این ترتیب، پلی میان تعالی‌گرایی قرن نوزدهم و پراگماتیسم قرن بیستم بنا نهاد.

## سبک ادبی و نثر
سبک نگارش رالف والدو امرسون به اندازه محتوای فلسفی او اهمیت دارد و یکی از مشخصه‌های اصلی آثار او به شمار می‌رود. نثر او که اغلب از سخنرانی‌های عمومی و یادداشت‌های روزانه‌اش نشأت می‌گرفت، دارای ویژگی‌های منحصر به فردی است که آن را از دیگر نویسندگان هم‌عصرش متمایز می‌کند.

### سبک گزین‌گویانه و جملات قصار (Aphoristic Style)
یکی از برجسته‌ترین ویژگی‌های نثر امرسون، ساختار گزین‌گویانه (Aphoristic) آن است. او به جای ارائه یک استدلال خطی و گام به گام، مقالات خود را حول محور جملات قصار و عباراتی مستقل و کوبنده بنا می‌کرد. هر یک از این جملات، مانند «تقلید، خودکشی است» (imitation is suicide) یا «یک ثبات احمقانه، اسباب‌بازی ذهن‌های کوچک است» (A foolish consistency is the hobgoblin of little minds)، به تنهایی حامل یک ایده کامل است و برای ایجاد یک جرقه فکری ناگهانی در ذهن خواننده طراحی شده است.
این سبک باعث می‌شود که مقالات او گاهی برای خواننده امروزی پراکنده یا فاقد انسجام منطقی به نظر برسند. در واقع، امرسون به دنبال اثبات یک گزاره از طریق منطق نبود؛ بلکه قصد داشت تا با ارائه مجموعه‌ای از بینش‌های درخشان، خواننده را به یک درک شهودی و شخصی از حقیقت برساند.

### استفاده از سخنرانی‌ها و خطابه‌ها
بسیاری از مقالات مشهور امرسون، از جمله «خوداتکایی» و «روح متعال»، در ابتدا به عنوان سخنرانی‌های عمومی در قالب لیسئوم (Lyceum) ارائه می‌شدند. این ریشه در هنر خطابه، تأثیر عمیقی بر سبک نوشتاری او گذاشت. نثر او دارای لحنی قدرتمند، مستقیم و اغلب پیامبرگونه است که برای مجاب کردن و الهام بخشیدن به یک مخاطب زنده نوشته شده است. او از ابزارهای بلاغی مانند تکرار، پرسش‌های خطابی و مخاطب قرار دادن مستقیم خواننده («به خود اعتماد کن: هر قلبی با آن ریسمان آهنین به لرزه در می‌آید») به وفور استفاده می‌کرد. این ساختار مبتنی بر سخنرانی همچنین توضیح می‌دهد که چرا در مقالات او یک ایده مرکزی بارها از زوایای مختلف تکرار و بازگو می‌شود؛ این تکنیکی برای تثبیت مفاهیم کلیدی در ذهن مخاطبان حاضر در یک سالن سخنرانی بوده است.

### اهمیت به یادداشت‌های روزانه
امرسون در تمام طول زندگی بزرگسالی خود، یادداشت‌های روزانه (Journals) مفصلی می‌نوشت که به گفته خودش «بانک پس‌انداز» فکری او بودند. این یادداشت‌ها صرفاً ثبت وقایع روزانه نبودند، بلکه کارگاهی برای پرورش ایده‌ها، آزمایش جملات و ثبت مشاهدات و افکار پراکنده به شمار می‌رفتند.
هنگامی که امرسون قصد نوشتن یک مقاله یا سخنرانی جدید را داشت، به سراغ این یادداشت‌ها می‌رفت و جملات و پاراگراف‌های درخشانی را که طی سال‌ها نوشته بود، استخراج می‌کرد و آن‌ها را مانند قطعات یک موزاییک در کنار هم قرار می‌داد. این روشِ «استخراج و مونتاژ»، دلیل دیگری بر ساختار غیرخطی و گزین‌گویانه آثار اوست. در واقع، مقالات او محصول نهایی فرآیندی طولانی از تفکر و نگارش است که در صفحات یادداشت‌های روزانه‌اش ثبت شده بود.

## یادبودها
موارد زیر به نام یا به افتخار امرسون نامگذاری شده‌اند:
- کالج امرسون (پردیس اصلی در بوستون، ماساچوست)
- بخش فلسفه هاروارد در تالار امرسون (۱۹۰۰) قرار دارد.
- در ماه مه ۲۰۰۶، ۱۶۸ سال پس از اینکه امرسون «سخنرانی مدرسه الوهیت» خود را ایراد کرد، مدرسه الوهیت هاروارد تأسیس کرسی استادی انجمن یکتاپرستی جهانی‌گرای امرسون را اعلام کرد.
- نویسنده رالف والدو الیسون
- کوارتت زهی امرسون که در سال ۱۹۷۶ تشکیل شد
- جایزه رالف والدو امرسون سالانه توسط کانکورد ریویو به دانش‌آموزان دبیرستانی برای مقالاتی در موضوعات تاریخی اهدا می‌شود.
- امرسون کالکتیو، شرکتی که به تغییرات اجتماعی اختصاص دارد
- خیابان امرسون در نیپیر، نیوزلند
- شهر امرسون، نیوجرسی

## آثار منتخب

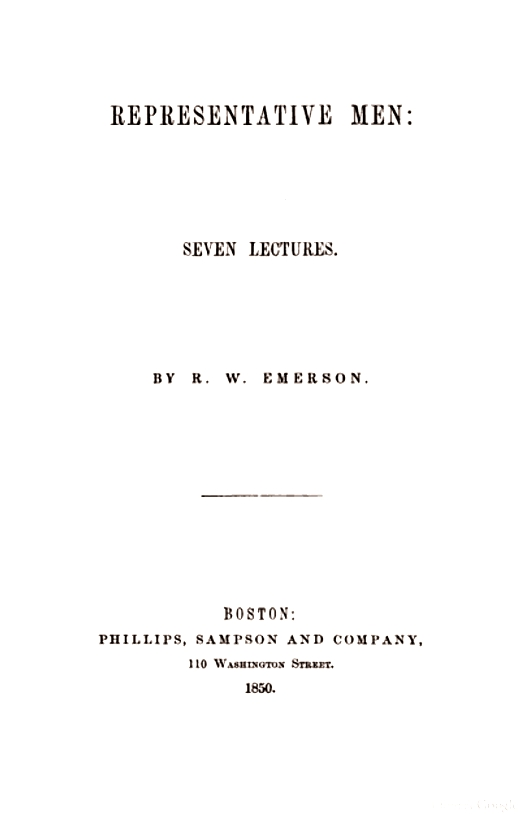
مردان نماینده (۱۸۵۰)

الگو:رده همچنین ببینید
مجموعه‌ها
- مقاله‌ها: سری اول (۱۸۴۱)
- مقاله‌ها: سری دوم (۱۸۴۴)
- اشعار (۱۸۴۷)
- طبیعت، خطابه‌ها و سخنرانی‌ها (۱۸۴۹)
- مردان نماینده (۱۸۵۰)
- ویژگی‌های انگلیسی (۱۸۵۶)
- راهبری زندگی (۱۸۶۰)
- روز اول ماه مه و قطعات دیگر (۱۸۶۷)
- جامعه و تنهایی (۱۸۷۰)
- تاریخ طبیعی عقل: آخرین سخنرانی‌های رالف والدو امرسون الگو:بایگانی وب (۱۸۷۱)
- نامه‌ها و اهداف اجتماعی (۱۸۷۵)

مقالات فردی
- «طبیعت» (۱۸۳۶)
- «خوداتکایی» (مقاله‌ها: سری اول)
- «جبران» (سری اول)
- «روح متعال» (سری اول)
- «حلقه‌ها» (سری اول)
- «شاعر» (مقاله‌ها: سری دوم)
- «تجربه» (مقاله‌ها: سری دوم)
- «سیاست» (سری دوم)
- «سعدی» در آتلانتیک ماهانه (۱۸۶۴)
- «دانشمند آمریکایی»
- «اصلاح‌طلبان نیوانگلند»
- «تاریخ»
- «سرنوشت»

اشعار
- «سرود کنکورد»
- «رودودندران»
- «برهما»
- «اوریل»
- «مرلین»

نامه‌ها
- نامه به مارتین ون بورن
- مکاتبات توماس کارلایل و رالف والدو امرسون، ۱۸۳۴–۷۲

## تنظیم‌های موسیقایی
- «سرود کنکورد» امرسون که برای جشن روز استقلال کنکورد در ۴ ژوئیه ۱۸۳۷ نوشته شده بود، در این مناسبت هم خوانده شد و هم توسط یک گروه کر محلی به عنوان سرود با آهنگ آشنای آن زمان «صدمین قدیمی» خوانده شد.
- چارلز آیوز قطعه‌ای از شعر امرسون «داوطلبانه» (ادای احترامی به سربازانی که برای اتحادیه می‌جنگیدند) را به عنوان آهنگی با عنوان وظیفه در مجموعه خود برای صدا و پیانو ۱۱۴ آهنگ (۱۹۱۹–۲۴) تنظیم کرده است.
- ارنست توخ شعر امرسون «خداحافظ» را به عنوان موومان ششم و پایانی اثر خود حلقه درونی برای گروه کر مختلط آکاپلا (۱۹۴۵، بازبینی ۱۹۵۳) تنظیم کرده است.
- سه قطعه از مقاله امرسون قوانین معنوی (در مقاله‌ها: سری اول، ۱۸۴۱) ستون فقرات اثر کایا ساریاهو آتش حقیقی برای باریتون و ارکستر (۲۰۱۴) را تشکیل می‌دهد، اثری که متونی از منابع مختلف را کلاژ می‌کند. عنوان اثر از جمله پایانی مقاله گرفته شده است که تنظیم را نیز به پایان می‌رساند: «ما تأثیرات اصیل آتش حقیقی را از طریق هر یک از میلیون‌ها صورت مبدل آن می‌شناسیم.»

## ترجمه‌ی فارسی
از امرسون آثار پراکنده‌ای به فارسی منتشر شده است. جدول زیر مهم‌ترین کتاب‌های منتشر شده از او به زبان فارسی را نشان می‌دهد:
| نام کتاب                  | مترجم              | انتشارات           | توضیحات                                                    |
| ------------------------- | ------------------ | ------------------ | ---------------------------------------------------------- |
| طبیعت، اتکا به نفس، تجربه | مهدی محمدی         | انتشارات مولی      | شامل سه مقالهٔ «طبیعت»، «اتکا به نفس»، «تجربه» و یک شرح حال |
| لنگرگاهی در شن روان       | الهام شوشتری‌زاده   | نشر اطراف          | شامل یک مقاله از امرسون                                    |
| دختر کولی                 | نیلوفر آقاابراهیمی | نشر علم            | شامل اشعار بازآفرینی شدهٔ امرسون توسط مترجم                 |
| طبیعت                     | مرضیه خسروی        | انتشارات روزگار نو | شامل مقالهٔ «طبیعت»                                         |